# Asu o tsukuru hitobito
Asu o tsukuru hitobito (明日を作る人々, Asu o tsukuru hitobito) é um filme japonês de 1946 escrito por Yusaku Yamagata e Kajiro Yamamoto, dirigido por Akira Kurosawa, Hideo Sekigawa e Kajiro Yamamoto. Kurosawa foi infeliz com este filme e não o incluiu entre seus créditos.